# Crítiques al Mozilla Firefox
Forbes.com va considerar el 2004 el Mozilla Firefox com el millor navegador web. PC World el va nomenar "producte de l'any" el 2005 a la seva llista "Els 100 Millors Productes Del 2005". Després de l'alliberament del Firefox 2 i l'Internet Explorer 7 PC World va analitzar-los i va proclamar al Firefox el millor navegador.
Tot i això molta gent ha criticat el Firefox, tant per algunes problemes amb el seu ús, com per algunes polítiques de la Fundació Mozilla.

## Característiques del Firefox

### Temps de càrrega
Softpedia va criticar que el Firefox tarda més temps a carregar-se que altres navegadors, com Opera o Internet Explorer. Altres navegadors basats en Gecko (el mateix que el Firefox) com K-Meleon, utilitzen implementacions d'interfície d'usuari de plataforma nativa i generalment s'executen més ràpidament que el Firefox. L'Internet Explorer també s'executa més ràpid que el Firefox en un Windows, ja que amb el navegador de Microsoft alguns dels seus components estan integrats al sistema i es carreguen quan s'engega el sistema operatiu. Sobre el Microsoft Windows, aquest problema es pot solucionar amb el programa de codi obert FFPreloader, que carrega el Firefox quan es carrega Windows.

### Ús de memòria
InternetWeek van fer una crítica referent al Firefox 1.5 on deien que tenia un ús molt elevat de recursos i es queixaven de la fuga de memòria (memory leaks en anglès). Els desenvolupadors de Mozilla atribueixen la culpa a les opcions d'avanç i retrocés ràpid, que poden arribar a utilitzar fins a 4 GB de memòria RAM. Una altra raó a aquest problema és el mal funcionament d'algunes extensions, que gasten més memòria de la que requereixen, com la Barra de Google o algunes versions antigues del bloquejador d'anuncis Ad-Block; o d'alguns connectors, com algunes antigues versions de l'Adobe Acrobat Reader.
Uns tests fets per PC World i Zimbra indiquen que el Firefox 2 utilitza menys memòria que l'Internet Explorer 7.
Mozilla va posar especial èmfasi en aquest aspecte en el desenvolupament del Firefox 3. Les versions prèvies d'aquest disminuïen substancialment l'ús de memòria que feia la versió 2.

### Visualització

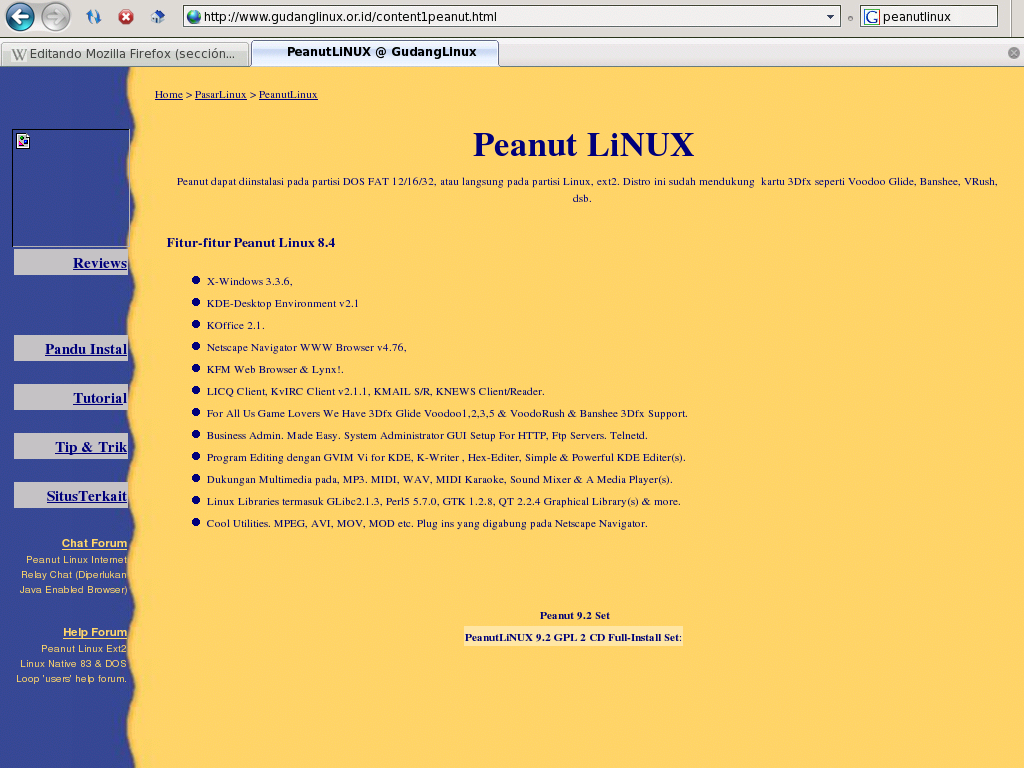
Firefox i Peanut Linux.

Els usuaris que venen des d'Internet Explorer noten que algunes pàgines web no es veuen al Firefox tal com s'esperaven. Aquest problema és cada cop més inusual, i no és un problema del codi del Firefox sinó de certes pàgines web que no segueixen els estàndards W3C, per tant aquestes tampoc es veuen bé amb altres navegadors que no siguin l'Internet Explorer. Els controls ActiveX o VBScript són codis propietaris de Microsoft, que no segueixen els estàndards W3C i que algunes pàgines web incorporen.
Hi ha una extensió del Firefox anomenada IE Tab que permet utilitzar el motor d'Internet Explorer dins d'una pestanya del Firefox. Però aquesta extensió només és compatible amb el sistema operatiu Windows i consumeix molta memòria RAM.

### No suporta Windows Installer
Mozilla Firefox no se subministra de manera oficial en un paquet MSI, tot i que tercers l'han creat. Això impedeix instal·lar el Firefox a molts ordinadors d'una xarxa a la vegada, i per a molts és la culpa de la poca adopció del Firefox que fan les empreses.

## Polítiques de Mozilla

### Relació amb Google
La relació corporativa de la Corporació Mozilla amb Google s'ha notat en els mitjans de comunicació, especialment respecte a l'ús del Firefox per a proporcionar rèdits i dades a Google. Amb l'alliberament de l'anti-pesca electrònica (conegut també com a anti-phising, nom original en anglès) al Firefox va alçar la controvèrsia. Per defecte està permès que la protecció contra la pesca electrònica està basada en una llista que s'actualitza regularment (cada mitja hora, aproximadament) que s'actualitza i es descarrega a l'ordinador de l'usuari del servidor de Google (l'usuari no pot canviar el proveïdor de dades des del GUI ni és informat sobre qui és el proveïdor de dades). El navegador, a més, envia la galeta HTTP de Google amb cada petició d'actualització. La característica de seguretat "avançada" de la Fundació Mozilla activa un anti-pesca electrònica que proporciona protecció en viu i, segons el Mozilla Wiki, envia cada URL a Google. Excloent assumptes de privacitat hi ha preocupacions sobre com Google pot utilitzar aquestes dades; tot i que les polítiques de Mozilla especifíquen que Google no pot utilitzar la informació personal per a altres usos que no siguin la protecció contra la pesca electrònica D'altra banda, Google ha admès que "pot compartir informació no personal agregada amb tercers fora de Google".
El 2005, la Fundació Mozilla i la Corporació Mozilla van ingressar 52.9 milions de dòlars. Aproximadament el 95% d'aquests diners provenien de les relacions amb motors de cerca.

### Resposta de la competència
Tot i la progressió en l'ús del Mozilla Firefox, el portaveu australià d'operacions de Microsoft, Steve Vamos, va declarar a finals del 2004 que no veia al Firefox com una amenaça i que no hi havia una demanda significant dels usuaris de Microsoft per les característiques del Firefox.
El president de Microsoft, Bill Gates ha utilitzat Firefox, però va comentar que «contínuament es descarrega tant programari, però, realment la gent l'utilitza?». En un SEC de Microsoft del 30 de juny del 2005 va admetre que "els competidors com Mozilla ofereixen programari que competeix amb les capacitats de navegació web Internet Explorer dels nostres productes de sistema operatiu Windows".
Tot i la freda recepció de l'alta direcció de Microsoft els desenvolupadors de l'Internet Explorer tenen una bona relació amb Mozilla. Es troben sovint per parlar dels estàndards web com els certificats de validació. El 2005 Mozilla va acceptar que Microsoft utilitzés el seu logotip RSS en interès per aconseguir una representació gràfica comuna del RSS.
L'agost del 2006, Microsoft va oferir ajuda a Mozilla per a integrar millor el Firefox amb Windows Vista, Mozilla va acceptar.
L'octubre del 2006, com a felicitació pel llançament del Firefox 2, l'equip de desenvolupament de l'Internet Explorer 7 va enviar un pastís a Mozilla.